# Letnie Grand Prix w kombinacji norweskiej 2025
Letnie Grand Prix w kombinacji norweskiej 2025 – dwudziesta ósma edycja cyklu Letniej Grand Prix w kombinacji norweskiej. Sezon składać się będzie z 5 konkursów (3 indywidualnych, 1 sprintu drużynowego i 1 sztafety mieszanej). Rywalizacja rozpocznie się 27 sierpnia 2025 w Oberstdorfie, a finałowe zawody odbędą się 21 września 2025 w Predazzo. Zwycięzcą poprzedniej edycji był Francuz Laurent Muhlethaler.
Podobnie jak w poprzednich sezonach zwycięzcą LGP 2025 zgodnie z regulaminem może zostać jedynie zawodnik, który wystartował we wszystkich zawodach.

## Kalendarz i wyniki
| Lp | Data             | Miejscowość | Skocznia            | Konkurencja           | 1. miejsce | 2. miejsce | 3. miejsce |
| -- | ---------------- | ----------- | ------------------- | --------------------- | ---------- | ---------- | ---------- |
| 1. | 27 sierpnia 2025 | Oberstdorf  | Schattenbergschanze | Kompakt HS137/7,5 km  |            |            |            |
| 2. | 30 sierpnia 2025 | Chaux-Neuve | La Côte Feuillée    | Gundersen HS118/10 km |            |            |            |
| 3. | 31 sierpnia 2025 | Chaux-Neuve | La Côte Feuillée    | HS118/2x7,5 km        |            |            |            |
| 4. | 20 września 2025 | Predazzo    | Trampolino Dal Ben  | HS109/4x5 km          |            |            |            |
| 5. | 21 września 2025 | Predazzo    | Trampolino Dal Ben  | Gundersen HS143/10 km |            |            |            |